# Valentin
Valentin är ett internationellt mansnamn som har använts i Sverige sedan 1445. Namnet, ursprungligen Valentinus kommer från latinets valens som betyder "stark" eller "frisk".
Namnet var populärt för ca. 100 år sedan. Sedan 1990-talet ökar namnet på nytt i frekvens, men det är dock få som har Valentin som tilltalsnamn.   
31 december 2005 fanns det totalt 6 639 personer i Sverige med namnet, varav 388 med det som tilltalsnamn.   
År 2003 fick 136 pojkar namnet, varav 13 fick det som tilltalsnamn.   
Namnsdag: 14 februari (sedan medeltiden). I den finlandssvenska namnsdagslängden har Valentin namnsdag 14 februari sedan starten 1929, då en egen namnsdagskalender togs i bruk för finlandssvenskar.

## Personer med namnet Valentin/Valentine/Valentino/Valentinus/Valentinianus
- Valentinianus III, kejsare
- Valentinus, gnostiker
- Valentinus, påve
- Sankt Valentin, ett helgon med oklar identitet
- Walentin Chorell, finlandssvensk författare
- Valentine Dyall, engelsk skådespelare
- Valentin Feurstein, österrikisk general
- Valentino, italiensk modedesigner
- Valentin Katajev, sovjetisk författare
- Valentin Kozmitj Ivanov, sovjetisk fotbollsspelare
- Valentino Lai, fotbollsspelare
- Valentin Lennartsson Wefwer, guld- och silversmed
- Valentin Novikov, rysk orienterare
- Valentin Paniagua Corazao, peruansk politiker
- Valentino Rossi, italiensk roadracingförare
- Valentin Serov, rysk konstnär
- Hugo Valentin, historiker
- Karl Valentin, tysk tonsättare och musikskriftställare
- Karl Valentin, tysk komiker
- Siegfried Valentin, tysk medeldistanslöpare
- Rudolph Valentino, amerikansk-italiensk skådespelare
- Barbara Valentin, österrikisk skådespelerska
- Valentin (skulptör) (1600-talet), en snickarmästare och skulptör
- Wladziu Valentino Liberace, amerikansk pianist

## Fiktiva personer med namnet Valentin/Valentine/Valentino/Valentinus/Valentinianus
- Valentin Zukovsky, karaktär i två James Bond-filmer.
- Einar Valentino Rönn, en litterär karaktär, polisman, hos Sjöwall Wahlöö.
- Valentin - Rymdtidagent i den franska science fictionserien Linda och Valentin.

Bill Valentine. En av hjältarna i Västernbokserien "Bill och Ben" av författarkollektivet Marshall Grover.